# Bagendit
Bagendit is een bestuurslaag in het regentschap Garut van de provincie West-Java, Indonesië. Bagendit telt 4786 inwoners (volkstelling 2010).